# F-80 (航空機)
F-80 シューティングスター
F-80C
- 用途：戦闘機
- 設計者：クラレンス（ケリー）・ジョンソン
- 製造者：ロッキード（現ロッキード・マーティン）社
- 運用者：
  -  アメリカ合衆国（アメリカ空軍、アメリカ海軍）
  -  ブラジル（ブラジル空軍）
  -  チリ（チリ空軍）他
- 初飛行：1944年1月8日
- 生産数：1,715機
- 運用開始：1945年
- 退役：1970年代
- 運用状況：退役
- 派生型：

  - T-33 シューティングスター
  - F-94 スターファイア

F-80は、第二次世界大戦中にアメリカ陸軍航空軍が採用したロッキード社製のジェット戦闘機。愛称はシューティングスター（Shooting Star、流星の意）。陸軍航空隊時代はP-80であったが、1948年に空軍が分離発足したため、F-80に改称された。
近代ジェット戦闘機の基本型を確立したことで高く評価され、また戦後派生した複座型練習機T-33は、各国で半世紀以上にわたり使用された傑作機である。

## 沿革

### 開発
アメリカ軍初の実用ジェット戦闘機である。第二次世界大戦中の1943年6月23日に開発下命、主任技師のクラレンス（ケリー）・ジョンソンは基本設計を1週間ばかりで終え、僅か183日後の1944年1月8日には、イギリスから輸入したハルフォードH.1B（後のデハビランド ゴブリン）遠心式ターボジェットエンジンを搭載する、XP-80の試作第1号機がミューロック・ドライレーク（後のエドワーズ空軍基地）で初飛行した。
2機目の試作機であるXP-80Aからはジェネラル・エレクトリックによるI-40に変更され(のちにJ33-GEと改称され、戦後のアリソン・エンジンによる量産型からはJ33-Aとなった)、重量増に伴い主翼面積を拡大し胴体構造を強化するなど再設計された。
XP-80A は、既に究極的進化を遂げていたレシプロ機に対しなお優速を示し、デ・ハビランド ヴァンパイアに続く世界2番目の実用単発ジェット戦闘機として、大きな期待を寄せられた。

### 実戦配備

#### 第二次世界大戦（間に合わず）
翌2月にはノースアメリカンへの生産依託分も含め約5,000機の大量発注を受け、1945年2月から量産型 P-80A の納入が開始されたが、飛行訓練が始まったばかりの5月には対独戦が終結し、さらに8月には対日戦も終結し大戦自体が終結したことから生産は900機強でキャンセルされ、実際には45機が配備されたに過ぎない。
1945年5月にヨーロッパ戦線のイタリアで2機が飛び、太平洋戦線では1飛行中隊が進出したアメリカ領フィリピンで訓練を重ねたのみで、第二次世界大戦中に実戦への配備はなかった。

#### 朝鮮戦争
1950年に朝鮮戦争が勃発すると、旧式化しつつあったF-80も制空任務に当初投入され、11月8日の最初の交戦ではドイツの技術を受けて開発された後退翼を持つソ連製の新鋭機MiG-15を初撃墜したものの、それ以降は対抗できず、直後に配備されたF-86に後を譲って、対地攻撃や低空写真偵察に活路を見出し、総出撃数では全アメリカ軍機中最高を記録した。

## 特徴
ターボジェットエンジンを胴体中央部に置き、機首側面のインテークから空気を取り入れて、ダクトを通じ機体後尾に排気を導くスタイルと、境界層剥離制御を兼ねて翼端に設けられた増槽（チップタンク）は、その後のジェット戦闘機の基本型を確立した。
通し桁を用いて左右翼を一体製造し、その上に操縦席部分を載せ、機体後部をボルト留めする機体分割法は、信頼性に難があった初期ジェットエンジンの整備を容易にする目的とされる。
従来の空気力学の延長線上で性急に開発されたため、高空高速時の飛行特性が劣悪で、ディープストールや離着陸時のポーポイジングなど、アンダーパワーと相俟って操縦性に相当の癖があり、特に離陸速度と失速速度の差が数ノットしかなかったが、胴体を延長した練習機型のT-33以降ではピーキーさが幾分緩和された。
エアインテークを胴体側面に設けたため、後に機首に大型レーダーを搭載した全天候戦闘機F-94へ容易に発展する事ができた。F-86戦闘機では機首正面にエアインテークを設けたため、全天候戦闘機F-86D化に手間取ったのとは対照的である。

## 派生型

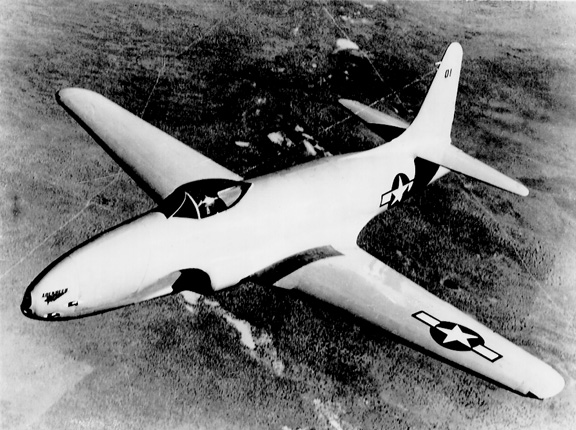
XP-80A

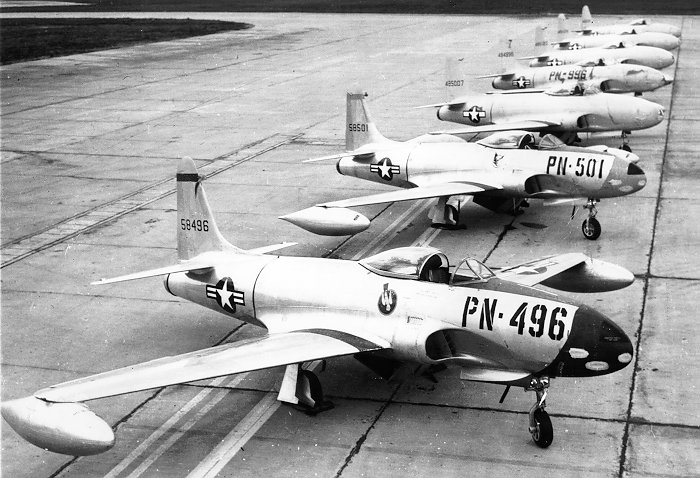
P-80B

### 試作機
- EF-80:横ばいで操縦するプローン・パイロットの試験機。
- XP-80:試作機、H1.B 搭載、1機のみ。
- XP-80A:試作機、I-40 搭載、翼面積拡大、構造強化、2機が生産。
- YP-80A:増加試作型、12機が生産、初期生産型。
- XFP-80A:P-80Aから改造された試作偵察機型。機首が延長され、カメラを搭載。
- XP-80B:改良型J33エンジンを搭載した試作機P-80A。1機のみ。
- XP-80R:高速度試験機、P-80Aから1機改造、1947年に速度記録を樹立。
- ERF-80A:P-80Aから改造された実験機。

### 量産型
- F-80A:旧称P-80A、J33 搭載、量産型。ブロック1は344機、ブロック5は180機が生産。
- RF-80A:F-80Aの偵察機型。旧称FP-80A。ブロック152仕様機でそれ以前はF-14Aと呼ばれた。152機中66機はF-80から改造され、他にアップグレードされた機体もある。
- F-80B:エンジンなどを強化した型。旧称P-80B。240機製造。
- F-80C:戦闘爆撃機型。エンジン・主翼の強化。旧称P-80C。798機製造。
- RF-80C:F-80Cの偵察機型。旧称FP-80C。
- QF-80A/C/F:F-80Aの無人標的機型。
- DF-80A:F-80Aから改造された無人標的機型。
- TF-80C:練習機型。旧称TP-80C。後にT-33と改称。
- TO-1:海軍向け高等練習機。F-80Cを50機移管。単座・地上基地運用。後にTV-2に改称。
- F-94:練習機型であるT-33にレーダーを搭載した夜間（全天候）戦闘機型。

## 採用国
- ブラジル
- チリ
- コロンビア
- エクアドル
- ペルー
- アメリカ合衆国
- ウルグアイ
- ユーゴスラビア

## 性能諸元（P-80C）
データの出典
- 全幅:11.81 m
- 全長:10.49 m
- 全高:3.42 m
- 主翼面積:22.07 m2
- 空虚重量:3,819 kg
- 最大離陸重量:7,646 kg
- エンジン:アリソン製 J33-A-23/35 ターボジェット 1基
- エンジン推力:20.7 kN (ドライ推力)、23.4 kN (水噴射時)
- 最大速度:956 km/h (海面)、874 km/h (高度7,620 m)
- 巡航速度:707 km/h
- 着陸速度:196 km/h
- 高度7,620mまでの上昇時間:7分
- 上昇率:2,094 m/分
- 実用上昇限度:14,265 m
- 最大航続距離:2,221 km
- 乗員:1名
- 固定武装:コルト・ブローニングM3 12.7 mm機銃4門
- 搭載武装:1,000 lb.(450 kg)爆弾2発、ロケット弾10～16発